# Гай фісташки туполистої
Гай фісташки туполистої — заповідне урочище, розташоване між містом Алушта та селом Малоріченське Алуштинської міської ради АР Крим. Створена відповідно до Постанови ВР АРК № 1170-1 від 21 травня 1997 року.

## Загальні відомості
Землекористувачем урочища є Оздоровчо-спортивний табір МАІ, розташоване за 15 км на схід від міста Алушта і за 10 км на захід від села Сонячногірське.
Площа пам'ятки природи 4,3 гектара.
Урочище створено з метою комплексного збереження аборигенної деревної і чагарникової рослинності, типовою для східного узбережжя Південного берегу Криму, — рідколісся фісташки туполистої.